# Alfons VI. (León)
Alfons VI. oder Alfons der Tapfere (spanisch Alfonso el Bravo; * 1037; † 1. Juli 1109 in Toledo) aus dem Haus Jiménez war von 1065 bis 1109 König von León und seit 1072 auch König von Kastilien und Galicien. Durch die Eroberung der Gebiete südlich des Duero und vor allem der alten Westgotenhauptstadt Toledo im Jahr 1085 setzte er einen wichtigen Meilenstein in der Geschichte der spanischen Reconquista und untermauerte den Anspruch des leonesisch-kastilischen Königshauses auf die Vorrangstellung unter den spanischen Königen der Iberischen Halbinsel. Im Cantar de Mio Cid, einem der Hauptwerke der literarischen Folklore Spaniens, ist Alfons VI. eine der Hauptpersonen.

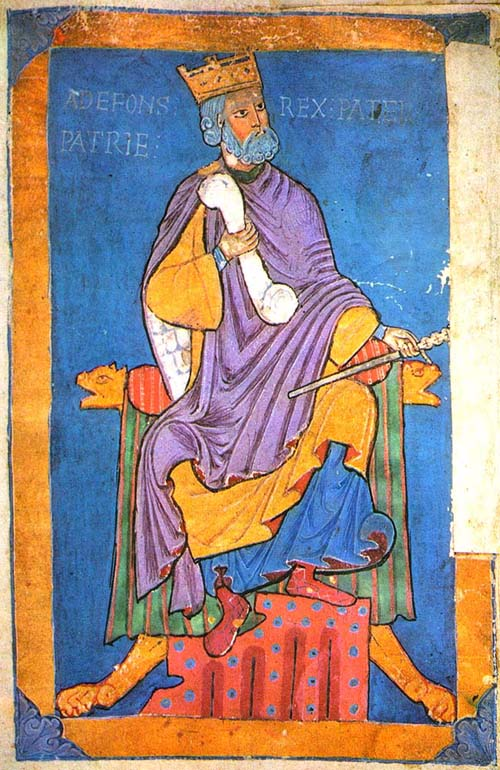
König Alfons VI. (ADEFONS REX PATER PATRIE) dargestellt in einer Miniatur des 12. Jahrhunderts

## Leben

### Familie
Alfons VI. war eines von fünf Kindern des Königs Ferdinand I. von León und der Sancha von León; seine Geschwister waren:
- Urraca (1033–1103), „Königin“ von Zamora.
- Sancho II. († 1072), König von Kastilien.
- Elvira († 1099), Herrin von Toro.
- García (1042–1090), König von Galicien.

### Bruderkampf
Obwohl der zweite von dreien galt Alfons als Lieblingssohn seines Vaters, weshalb dieser ihm in der 1065 vorgenommenen Erbteilung mit dem Königreich León das Kerngebiet seines Reichs mit der Hauptstadt León vermachte, während der ältere Sancho II. lediglich das verhältnismäßig kleine Kastilien als Königreich erhielt, das zuvor noch eine Grafschaft gewesen war. Der jüngste Bruder García bekam Galicien, das seit Generationen den Status eines Unterkönigreichs gegenüber León eingenommen hatte. Bereits der Vater Ferdinand I. hatte den Grundstein für die Vormachtstellung Leóns gegenüber den christlichen wie auch muslimischen Mächten Spaniens gelegt, unter anderem indem er das baskische Navarra, das Stammland seiner Dynastie, und die Taifa-Königreiche von al-Andalus (Toledo, Saragossa, Badajoz, Sevilla) in die Vasallität gezwungen hatte, die aus dem im frühen 11. Jahrhundert zusammengebrochenen Kalifat von Córdoba hervorgegangen waren.
Die ersten Regierungsjahre Alfons’ VI. verliefen weitgehend ereignisarm, was vermutlich seiner Mutter geschuldet war, die als einende Autorität der Familie wirkte. So tätigten alle Familienmitglieder am 26. Juni 1066 eine gemeinsame Schenkung an die Kirche von Santiago de Compostela. Nach dem Tod der Königin Sancha im November 1067 wurde schließlich der offene Machtkampf um das väterliche Gesamterbe eröffnet. 1068 führte Alfons zwei Angriffe auf die Taifa von Badajoz durch, die ein tributpflichtiger Vasall seines Bruders García war. Noch im selben Jahr wurde er selbst von Sancho II. angegriffen, den er nach einem Sieg in der Schlacht von Llantadilla am 19. Juli einstweilen wieder aus León hinausdrängen konnte. Offenbar verbündeten sich die beiden darauf gegen García, denn im Juni 1071 konnte Sancho durch León hindurch nach Galicien marschieren und den jüngsten Bruder aus dessen Königreich vertreiben. Alfons tätigte um dieselbe Zeit mehrere Schenkungen an galicische Prälaten, was seine Beteiligung an diesem Handstreich offenkundig machte. Die Allianz mit Sancho hatte allerdings nur kurzzeitigen Bestand. In den ersten Januartagen des Jahres 1072 fiel dieser erneut mit einem Heer in León ein und konnte in der Schlacht von Golpejera Alfons besiegen und gefangen nehmen. Alfons durfte sich geschlagen ins Exil zum Maurenherrscher von Toledo begeben, während der scheinbar siegreiche Sancho sich am 12. Januar in León zum König krönen ließ. Allein die älteste Schwester Urraca leistete in ihrer Stadt Zamora noch Widerstand gegen Sancho, der völlig unerwartet bei der Belagerung Zamoras am 7. Oktober 1072 unter unklaren Umständen getötet wurde. Alfons konnte umgehend wieder sein Königreich, nun mit Kastilien und Galicien vereint, in Besitz nehmen. Gemäß der literarischen Überlieferung musste er die Zustimmung des kastilischen Adels, angeführt von dem alférez „El Cid“, erst durch einen Reinigungseid gewinnen, indem er zu schwören hatte, nicht am Tod seines Bruders verantwortlich gewesen zu sein. Als aber 1073 auch García aus seinem Exil zurückkehrte, ließ Alfons diesen sofort gefangen nehmen und für den Rest seines Lebens einsperren, um sich die Alleinherrschaft endgültig zu sichern.

### Expansion und Kirchenpolitik
Die folgenden Jahre verliefen für Alfons verhältnismäßig ruhig; diese Zeit nutzte er hauptsächlich zur Konsolidierung seines Reichs und dessen Kirchenhierarchie. Am 29. Mai 1073 übergab er in Burgos die Abtei San Isidro von Dueñas dem Klostersystem von Cluny und öffnete damit die Tore für die cluniazensische Reformbewegung in Spanien. Um die Jahreswende von 1073 auf 1074 ging er seine erste Ehe mit Agnes (Inés) ein, einer Tochter des Herzogs Wilhelm VIII. von Aquitanien, mit der er sich bereits 1069 verlobt hatte. Laut einem normannischen Chronisten war dem im selben Jahr schon ein Verlöbnis mit einer Tochter Wilhelms des Eroberers vorausgegangen, die allerdings auf der Reise nach Spanien gestorben war. Das aquitanische Herzogshaus stand in einem engen ideologischen Verhältnis zur Abtei Cluny und Königin Agnes sollte eine wichtige Vermittlerrolle in der von dieser Abtei ausgehenden Reformbewegung in Spanien einnehmen. Die aquitanische Ehe schloss Alfons auch aus politischen Motiven, gewann er doch so einen starken Verbündeten im Norden der Pyrenäen gegen seinen östlichen Nachbarn und Vetter, König Sancho Ramírez von Aragón. Dieser hatte eine offensive Expansionspolitik gegen die muslimische Taifa von Saragossa begonnen (Eroberung von Barbastro 1064), das wiederum ein Vasall von León-Kastilien war. Der Aragonese besaß allerdings dank seiner Unterwerfung unter den Heiligen Stuhl 1068 die Rückendeckung von Papst Gregor VII., der eigens für ihn im Jahr 1073 in Frankreich ein Kreuzzugsheer zu seiner Unterstützung anwerben ließ. Der König von Saragossa suchte gegen diese Bedrohung ein Bündnis mit König Sancho IV. von Navarra, ebenfalls ein Vetter der Jiménez-Dynastie, der sich damit in einen Konflikt mit Aragón stürzte. Das französische Kreuzzugsheer unter Ebles II. von Roucy wurde von Sancho Ramírez dann auch sogleich zum Krieg gegen Navarra verwendet. Am 4. Juni 1076 wurde Sancho IV. nach einer Hofintrige ermordet, was der König von Aragón sogleich zur Annektierung Navarras mit seiner Hauptstadt Pamplona ausnutzte. Auch der von diesen Ereignissen überraschte Alfons wollte davon profitieren und zog am 25. Juni 1076 in Nájera ein, womit er die Inbesitznahme der alten baskischen Landschaft La Rioja für sein Königreich demonstrierte. Mit Álava, Vizcaya und einem Teil von Guipúzcoa sicherte er sich noch weitere baskische Gebiete, so dass fortan der Oberlauf des Ebro die Grenze zwischen León-Kastilien und Aragón markierte. Für das baskische Navarra markierte seine Aufteilung einen bedeutenden Einschnitt in seiner Geschichte; hatte es unter Sancho III. dem Großen, dem Großvater von Alfons VI. und Sancho Ramírez, noch die Position eines Hegemons unter den christlichen Reichen eingenommen, so war es nun in den Status einer nachgeordneten Provinz seiner Nachbarn gesunken. Von der weiteren territorialen Expansion gegen al-Andalus war es fortan für immer ausgeschlossen.

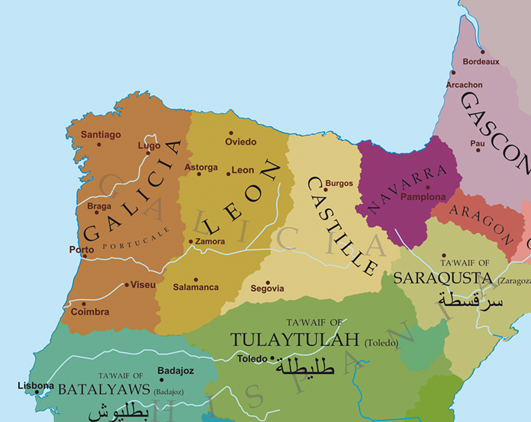
Die geopolitische Landkarte Spaniens im späten 11. Jahrhundert. Das Reich Alfons’ VI. umfasste die Königreiche León, Kastilien und Galicien.

Das christliche Spanien und die muslimischen Taifa-Königreiche von al-Andalus um 1080.

Noch im Jahr 1076 nahm Alfons diplomatischen Kontakt zu Papst Gregor VII. auf, um bei diesem um die Etablierung des römischen Ritus in der spanischen Kirche zu ersuchen, die den alten westgotisch-mozarabischen Ritus ersetzen sollte. Diese politische Annäherung an Rom sollte im Konflikt mit Aragón den Papst auch für die Belange Leóns gewogen machen. Dieses Ansinnen zog allerdings zwiespältige Reaktionen unter dem Volk und unerwartete Konsequenzen nach sich. Nach einer späteren legendenbehafteten Erzählung soll sich am königlichen Hof zu Burgos am Palmsonntag, dem 9. April 1077, ein gerichtlicher Zweikampf zugetragen haben, in dem ein Ritter, der den alten westgotischen Ritus verteidigt hatte, über einen königlichen Ritter siegte, der für den neuen römischen Ritus eingetreten war. Anschließend habe man eine Feuerprobe angeordnet, indem sich je ein Ordinarius beider Riten in ein Feuer warf. Als der mozarabische Ordinarius aus den Flammen zurückgesprungen sei, habe Alfons persönlich ihn wieder in sie zurückgestoßen. Was Alfons abseits des Aufruhrs unter seinen eigenen Untertanen offenbar nicht beabsichtigt hatte, war eine weltliche, d. h. politische Unterordnung gegenüber dem Heiligen Stuhl, die allerdings gerade von der Politik des Reformpapstes Gregor VII. gegenüber den weltlichen Mächten der christlichen Ökumene eingefordert wurde, insbesondere vom römisch-deutschen Kaiser Heinrich IV. (siehe Investiturstreit). Und ebendiese Unterordnung forderte er nun auch von allen „Königen und Grafen von Spanien“ in einem Brief vom 28. Juni 1077 ein, in dem er die päpstliche Oberherrschaft über die gesamte iberische Halbinsel proklamierte. Diesen Anspruch akzeptierte Alfons nicht widerstandslos, indem er durch die Annahme des Titels eines „Imperators von ganz Spanien“ (imperator totius hispaniae) einen eigenen Hegemonialanspruch erhob. Im Original ist dieser Titel erstmals in offizieller Verwendung für den 7. April 1079 und in einer privaten für den 29. Januar 1078 datiert. In einer später verfassten Abschrift ist er jedoch bereits für den 17. Oktober 1077 datiert, also nur wenige Monate nach der Bekanntgabe des päpstlichen Briefes. Dieser Anspruch war nicht neu im asturisch-leonesischen Königshaus. Bereits einige von Alfons’ Vorfahren mütterlicherseits, von denen abzustammen er einen hohen Stellenwert beimaß, hatten den Imperatorentitel geführt und damit in ideeller Fortführung des westgotischen Erbes ihren Führungsanspruch unter den Christen im Kampf gegen die muslimischen Invasoren zum Ausdruck gebracht.
Spätestens im Jahr 1078 trennte sich Alfons von seiner ersten Frau Agnes von Aquitanien, die ihm keine Kinder geboren hatte, womit auch das Bündnis mit deren Vater hinfällig wurde, der sich nun wiederum mit Aragón dynastisch verband. Um die Jahreswende von 1079 auf 1080 schloss Alfons sogleich seine zweite Ehe mit Konstanze von Burgund, deren Neffe, Herzog Hugo I. von Burgund, sich im Vorjahr im Maurenkampf in Spanien engagiert hatte. Die neue Braut war außerdem eine Nichte des Abtes Hugo von Cluny, dem Alfons am 3. September 1079, wohl im Zuge seiner Verlobung, das Kloster Santa María in Nájera überantwortete und damit seine Beziehung zu Cluny weiter festigte. Nur kurz darauf wurde auch die Leitung der königlichen Abtei Santos Facundo y Primitivo von Sahagún einem cluniazensischen Abt anvertraut, den offenbar Alfons selbst einsetzte. Dies war für den Papst der Anlass zur Demonstration seiner Autorität. Im Juni 1080 wies er Hugo von Cluny zur Neubesetzung des Vorsteheramts von Sahagún an, worauf der von Alfons eingesetzte Abt nach Cluny zurückbefohlen und durch den Südfranzosen Bernard de Sedirac ersetzt wurde. Dieser sollte unabhängig von den Umständen seiner Berufung ein lebenslanger Vertrauter des Königs und seiner Nachfolgerin Urraca werden, die ihm Konstanze im Spätjahr 1080 als sein erstes Kind geboren hatte.

### Eroberung von Toledo
Bereits im August 1076, unmittelbar nach der Annexion der Rioja, unternahm Alfons einen ersten Vorstoß über den Duero hinaus in den Süden nach al-Andalus, den er bei Sepúlveda abbrach. Unter den Mauren war in jener Zeit das Machtgleichgewicht erodiert, ausgelöst durch den Tod des Königs von Toledo, al-Mamun. Der König von Sevilla, al-Mutamid, hatte die Lage ausgenutzt und nacheinander Dénia, Córdoba und Murcia annektiert und war damit zu einer bedrohlichen Macht herangewachsen. Unterdessen hatte der neue König von Toledo, al-Qadir, die Kontrolle über sein in Anarchie versinkendes Königreich verloren, was wiederum der König von Badajoz, al-Mutawakkil, zum Einmarsch in Toledo ausnutzte. Um sein Reich gegen ein neues Ausgreifen der Mauren zu verteidigen, ließ Alfons mehrere Ortschaften entlang des Duero befestigen und wiederbesiedeln, wie zum Beispiel Salamanca, Medina de Campo, Olmedo, Segovia oder Cuéllar. Im April 1079 überschritt Alfons ein weiteres Mal den Duero und zog bis wenige Kilometer vor Toledo. Anschließend marschierte er westwärts, nahm Coria ein und gewann damit eine Ausgangsbasis gegen Badajoz, gegen das er weiterhin eine Allianz mit dem König von Sevilla bildete. Danach kehrte er wieder nach Kastilien zurück, um dort Konstanze von Burgund zu heiraten. Im Sommer 1080 musste sich al-Mutawakkil wieder aus Toledo zurückziehen, in das nun wieder al-Qadir zurückkehren konnte. An eine Rückgabe von Coria an den König von Badajoz dachte Alfons indes nicht. Als Dank für seine Unterstützung erhielt er von al-Qadir zudem noch die Burgen von Zorita und Canturias und festigte damit seine Präsenz in der Transduero-Region.

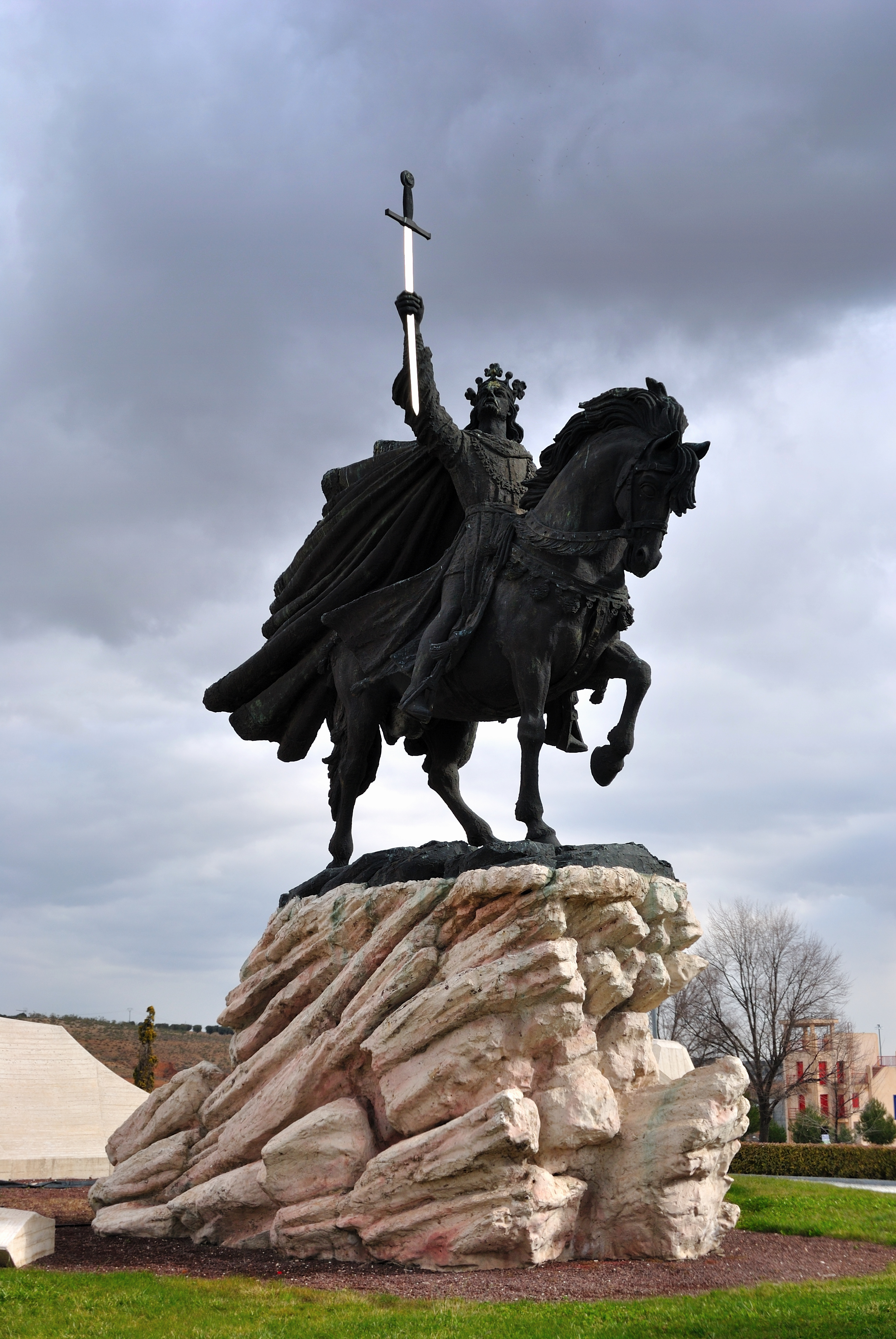
Reiterstatue Alfons’ VI. in Toledo.

In dieser Situation trug sich um die Jahreswende 1080 auf 1081 am Hof von León Folgendes zu: Alfons verbannte den kastilischen Adligen Rodrigo Díaz de Vivar, besser bekannt als „El Cid“, aus seinem Königreich. Dieser war einst ein enger Vertrauensmann von Sancho II. gewesen. Über die Hintergründe der Verbannung liegen mit Ausnahme der Historia Roderici keine weiteren Überlieferungen vor. Dieser singulären Quelle zufolge hatte zuvor ein Überfall maurischer Truppen auf die kastilische Burg San Esteban de Gormaz am Oberlauf des Duero stattgefunden, worauf El Cid in Eigeninitiative einen Vergeltungszug in das Königreich Toledo unternahm. Um die Beziehungen zwischen León und Toledo nicht zu gefährden, habe sich Alfons zu nichts anderem genötigt gesehen, als El Cid aus seinem Königreich zu verbannen. Unabhängig von dieser Erzählung gelangte Alfons in jener Zeit offenbar zur Erkenntnis, dass sein Vasall al-Qadir Toledo nicht mehr effektiv regieren konnte und dass eine direkte Übernahme dieses Königreichs zur Stabilisierung der Grenze zu al-Andalus unumgänglich war. In der Folge ließ er mehrere Plätze in der Umgebung von Toledo besetzen und mit christlichen Siedlern bevölkern, was ohne größere Kämpfe vonstattenging. Darunter waren Burgen und Städte wie Almodóvar del Campo, Guadalajara, Hita, Madrid, Olmos und Uclés. Im Jahr 1082 tat sich für Alfons an seiner Ostgrenze ein neuer Unruheherd auf, als sein Vasall al-Muqtadir von Saragossa starb und dessen Königreich in einen Nachfolgekampf unter dessen Söhnen zerfiel. Mit einer Heerestruppe drang er bis an die Burg Rueda am Jalón vor, deren maurischer Kastellan ihm gegenüber Kapitulationsbereitschaft signalisierte. Der Kastellan aber wechselte kurz vor der Übergabe auf die Seite von al-Mutamin und beging am 6. Januar 1083 ein Massaker an den von Alfons nach Rueda entsandten Unterhändlern. Alfons ließ noch die Burgen Agüero, Ayerbe und Grau besetzen, sah aber von einem direkten Zug gegen Saragossa einstweilen ab, da um dieselbe Zeit al-Mutamid von Sevilla die Allianz mit ihm aufkündigte und durch Besitzansprüche auf Almodóvar del Campo sowie durch die Ermordung eines jüdischen Abgesandten Alfons zusätzlich provozierte. Mit zwei Heeresgruppen durchzog Alfons bis zum Winter 1083 plündernd das Königreich Sevilla. Im Sommer 1084 marschierte er schließlich wieder in das Königreich Toledo ein und errichtete südlich der Stadt ein befestigtes Lager, von wo aus die finalen Schritte zu ihrer Inbesitznahme erfolgen sollten. Nach über einem Jahr der Belagerung, die ohne bemerkenswerte Kämpfe und der dauernden Anwesenheit von Alfons verlief, kapitulierte al-Qadir am 6. Mai 1085, so dass Alfons am 25. Mai persönlich in Toledo einziehen konnte.
So unspektakulär wie die Eroberung von Toledo vonstattengegangen war, wurde sie in christlichen Chroniken entsprechend eher beiläufig erwähnt. Für Alfons selbst hatte sie eine enorme symbolische wie auch propagandistische Bedeutung; er sah seinen Vorrangsanspruch als Erbe der westgotischen Könige durch die Inbesitznahme ihrer ehemaligen Hauptstadt bestätigt. Dieser Anspruch beschränkte sich nun nicht mehr nur auf die christliche Welt Hispaniens, sondern wurde auf seinen gesamten geographischen Raum einschließlich seiner Bevölkerung, unabhängig von deren Glaubenskonfession, ausgedehnt. Verdeutlicht wurde dies in der nach der Einnahme Toledos erweiterten Titulatur des Königs als „der von Gott eingesetzte Imperator über alle Nationen von Spanien“ (Deo constitutus imperator super omnes Spanie nationes), oder präzisierend als „der in Toledo regierende König Alfons, der über die Christen und Heiden aller Königreiche von Spanien herrscht“ (regnante rex domno Adefonso in Toleto et imperante christianorum quam et paganorum omnia Hispanie regna). Nach seinem Einzug in der Stadt garantierte Alfons allen Bewohnern volle Religionsfreiheit, insbesondere auch den mozarabischen Christen, die nahezu ein Viertel der Population ausmachten. Die Muslime durften ihre große Hauptmoschee behalten, mussten nun aber eine jährliche Kopfsteuer entrichten, wie sie sie zuvor von den Christen eingefordert hatten. Das Gleiche galt für die große jüdische Gemeinde, die ebenso ihre Synagogen und Quartiere behalten durfte. Auf einem in Burgos im Spätjahr 1085 einberufenen Kirchenkonzil wurde Toledo entsprechend seiner Bedeutung als neuer Sitz des Primats der Kirche von Spanien bestimmt.

### Invasion der Almoraviden
Die Eroberung Toledos zog beträchtliche Veränderungen im Machtgleichgewicht Hispaniens nach sich, weil León-Kastilien durch den territorialen Zugewinn nun eine deutliche Hegemonialstellung einnahm. Sowohl die muslimischen wie auch die christlichen Mächte regte diese für sie bedrohliche Entwicklung zur Leistung von Widerstand an. König Sancho Ramírez von Aragón nahm sie zum Anlass zur Eroberung der Taifa von Saragossa, wovon er sich eine Stärkung seiner Position gegenüber León-Kastilien erwartete. Um den Aragonesen zuvorzukommen, beschloss Alfons seinerseits die Eroberung Saragossas, dessen zerstrittene Herrscherfamilie ähnlich wie zuvor jene in Toledo offenbar nicht mehr in der Lage war, das Land vernünftig zu regieren. Zunächst ließ er im Frühjahr 1086 durch seinen Feldherrn Álvar Fáñez den Exkönig von Toledo, al-Qadir, als seinen Vasallen in Valencia einsetzen und gewann damit eine Position an der Ostgrenze Saragossas. Anschließend nahm er um dieselbe Zeit die Belagerung von Saragossa selbst auf.
Indes musste Alfons von einer Einnahme Saragossas absehen, als sich im Süden von al-Andalus eine bedeutende Veränderung der Lage zutrug. Der von der Übermacht Leóns in Bedrängnis geratene König al-Mutamid von Sevilla rief die Herrscher von Nordafrika, die Almoraviden, um Beistand an. Diese hatten bereits einen beständigen Siegeszug hinter sich, der binnen kürzester Zeit ihre Herrschaft von ihrem Ursprungsland Mauretanien ausgehend bis über Marokko erweitert hatte. Den Hilferuf ihrer Glaubensbrüder dankbar annehmend, ergriffen sie die Gelegenheit, ihre Herrschaft auch über al-Andalus auszudehnen. Am 30. Juli 1086 ging der Emir der Almoraviden, Yusuf ibn Taschfin, mit großer Heeresmacht bei Algeciras an Land, 375 Jahre nachdem erstmals eine muslimische Invasionsstreitmacht auf gleichem Weg von Afrika nach Europa übergesetzt war. Alfons zog dem neuen Gegner in Eilmärschen entgegen und bekämpfte ihn am 23. Oktober in der Schlacht von al-Zallaqa beim heutigen Sagrajas in der Nähe von Badajoz. Nach einem mehrstündigen Kampf musste das christliche Heer eine vernichtende Niederlage hinnehmen; Alfons selbst erlitt dabei mehrere Beinwunden. Über Coria ziehend flüchtete er nach Toledo, um die Stadt in Verteidigungsbereitschaft zu versetzen. Der Angriff der Almoraviden blieb aber wider Erwarten aus, da es Yusuf ibn Taschfin vorzog, vermutlich der fortgeschrittenen Jahreszeit Rechnung tragend, nach Marrakesch zurückzukehren. Nichtsdestoweniger markierte die Niederlage von al-Zallaqa einen Wendepunkt in der militärischen Auseinandersetzung auf der iberischen Halbinsel, weil die Christen ihrer Offensivkraft beraubt und in die Defensive gedrängt wurden. Für Alfons VI. sollte der Verteidigungskampf insbesondere um Toledo die letzten dreiundzwanzig Jahre seines Lebens dominieren.

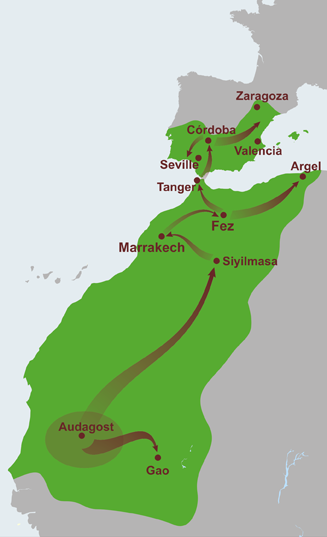
Die größte Ausdehnung des Almoravidenreichs um 1110.

In Toledo berief Alfons nach dem ausgebliebenen Angriff ein Konzil des Klerus und Adels seines Königreichs zur Beratung ein. Hier wurde sein Vertrauter, Abt Bernard von Sahagún, als Erzbischof von Toledo und Primas der spanischen Kirche konsekriert. Allerdings wurde damit zugleich eine Abkehr von der nach 1085 ausgegebenen Toleranzpolitik eingeleitet, denn der cluniazensische Hardliner Bernard ließ schrittweise den mozarabischen Ritus verbieten und die Hauptmoschee in eine christliche Kathedrale umweihen. Auf diesem Konzil versöhnte sich der König auch wieder mit Rodrigo Díaz de Vivar („El Cid“), der die letzten Jahre über im Dienst des Königs von Saragossa gestanden hatte und nun wieder die Burgen San Esteban de Gormaz und Dueñas erhielt. Anschließend richtete Alfons nun seinerseits ein Hilfsgesuch an die Fürsten von Frankreich zur Unterstützung im Kampf gegen die Mauren. Bereits im Frühjahr des Jahres 1087 zog sein angeheirateter Neffe, Herzog Odo I. von Burgund, über die Pyrenäen, mit dem Alfons sogleich die Belagerung von Tudela aufnahm, das von dem nach wie vor abtrünnigen Vasallenkönig von Saragossa gehalten wurde. Sie endete im April mit einem Misserfolg. Dafür nutzte Alfons die Anwesenheit der Franzosen für diplomatische Händel. Offenbar hier arrangierte er die Verlobung seiner etwa sechs Jahre alten Tochter Urraca mit Raimund von Burgund, einem Schwager des Burgunderherzogs. Auch die Ehe seiner unehelichen Tochter Elvira mit dem Grafen Raimund IV. von Toulouse dürfte aus diesem Anlass in die Wege geleitet worden sein. Weiterhin huldigten ihm vor Tudela Sancho Ramírez von Aragón und dessen ältester Sohn Peter für das von ihnen gehaltene Navarra als ihren Oberherrn. Die Verlobung zwischen der jungen und voraussichtlichen Thronerbin Urraca mit dem Burgunder, die in León offiziell verkündet wurde, erfuhr offenbar keine ungeteilte Zustimmung. Noch im Jahr 1087 brach in Galicien ein Aufstand gegen den König aus, an dessen Spitze sich der Bischof von Santiago de Compostela, Diego Peláez, stellte. Die genauen Beweggründe dieser Erhebung sind nur unzureichend überliefert, aber offenbar setzten sich die Rebellen für die Erbrechte ihres ehemaligen Königs, des gefangenen García, ein und bauten wohl auch auf die Unterstützung des anglo-normannischen Königs Wilhelm des Eroberers, der einst eine seiner Töchter mit Garcia verlobt hatte. Der Normannenkönig starb allerdings noch im selben Jahr, worauf die Revolte schnell zusammenbrach. Im Frühjahr 1088 zog Alfons in Santiago ein und legte den Bischof als Hochverräter in Ketten. Durch ein schnell einberufenes Kirchenkonzil ließ er ihn seines Amtes entheben und durch den Abt von Cardeñas, Pedro, ersetzen. Mit diesem Akt handelte sich Alfons allerdings erneut einen Konflikt mit dem Heiligen Stuhl ein. Denn ebenso wie der 1085 verstorbene Gregor VII. behielt sich auch der neue Papst Urban II. das alleinige Investiturrecht für geistliche Ämter vor. Zwar bestätigte dieser die Einsetzung Bernards als Erzbischof von Toledo, belegte aber zugleich auch die Diözese Santiago mit dem Interdikt, das solange bestehen sollte, bis Diego Peláez wieder in sein Amt zurückgeführt sei. Alfons musste dem päpstlichen Willen nachgeben, doch zog er seine Anklagen gegen den Bischof nicht zurück.
Im Juni 1088 ging Yusuf ibn Taschfin erneut mit großer Heeresmacht bei Algeciras an Land und marschierte die Küste entlang nach Osten vor, um die von Kastiliern gehaltene Burg Aledo zu belagern. Die Verteidiger konnten lange genug ausharren, bis Alfons mit einem Entsatzheer heranzog und die Almoraviden darauf den Rückzug antraten. Dieses Vorgehen charakterisierte das strategische Defensivkonzept, mit dem Alfons allen weiteren Angriffen des Feindes zu begegnen gedachte. Etwa um dieselbe Zeit verbuchte er auch einen diplomatischen Erfolg, als König al-Mustain von Saragossa nach Vermittlung des Cid wieder Vasall Kastiliens wurde und die regelmäßigen Tributzahlungen (paria) entrichtete. Dies war dem Schutzbedürfnis des Königs geschuldet, der sich verstärkt dem Druck Aragóns ausgesetzt sah. Auch im Süden, in Andalusien, suchte Alfons die örtlichen Taifa-Könige in sein parias-System zu integrieren, um als deren Schutzherr gegen die Almoraviden auftreten zu können. Allein der König von Granada war dazu bereit, während jener von Sevilla an seinem Bündnis mit den Almoraviden weiter festhielt. Im März 1090 tagte in León unter der Leitung des Kardinallegaten Reiner (der später als Paschalis II. Papst wurde) ein Kirchenkonzil, auf dem bezüglich des Bistumsstreits in Santiago de Compostela der Beschluss gefasst wurde, diesen dem Papst in Rom vorzutragen, worauf sowohl Diego Peláez als auch Pedro de Cardeñas sich dorthin auf den Weg begaben. Kurz darauf landete Yusuf ibn Taschufin ein drittes Mal bei Algeciras und marschierte über Córdoba direkt auf Toledo zu. Sofort zog ihm Alfons mit einem Heer entgegen, unterstützt von König Sancho Ramírez von Aragón. Da der Almoravide dieses Mal nicht von den Taifas unterstützt wurde, musste er sich gegen Ende August wieder von Toledo zurückziehen, was wieder einmal einen Abwehrerfolg für Alfons bedeutete. Allerdings wandte sich Yusuf sofort gegen Granada, eroberte diese Stadt und legte damit den Anfang der dauerhaften Landnahme der Almoraviden in al-Andalus. Alfons konnte seinen Vasallen nicht retten, was das Vertrauen auf seine Schutzgarantien unter den Taifas erschütterte. Im November kehrte Yusuf nach Afrika zurück, seinen Vetter Sir ibn Abi Bakr als Statthalter zurücklassend, dem die weitere Durchführung der almoravidischen Expansion anvertraut wurde.
Schon im Dezember 1090 begann Sir ibn Abi Bakr seinen Heerzug und wandte sich gegen Sevilla, dessen König al-Mutamid einst die Almoraviden um Hilfe gebeten hatte. Zuerst fiel am 15. März 1091 Córdoba samt dem Sohn des Königs. Nach einem kurzen Vorstoß in das Umland von Toledo nahm Sir die Belagerung von Almodóvar del Río auf, das die Straße nach Sevilla kontrollierte. In dieser Situation sandte al-Mutamid einen Hilferuf an Alfons, dem zu unterwerfen er sich stets beharrlich geweigert hatte. Alfons sandte trotzdem ein Heer unter seinem Feldherrn Álvar Fáñez aus. Doch wieder waren die Almoraviden in offener Feldschlacht bei Almodóvar überlegen, worauf am 9. November 1091 Sevilla kapitulierte. In schneller Folge fielen anschließend Jaén, Almería, Dénia und Murcia, womit das gesamte maurische Andalusien mit Ausnahme von Badajoz in der Hand der Almoraviden war. Im Frühjahr 1092 drohte auch die Ordnung in der spanischen Levante zu zerfallen, als in Valencia der Vasallenkönig al-Qadir bei einem Volksaufstand getötet wurde. Die Situation nutzten die Almoraviden aus und konnten die Stadt besetzen. Alfons zog sofort gegen Valencia, um sie von dort zu vertreiben, doch nach einer kurzen Belagerung gab er dieses Vorhaben wieder auf und kehrte nach León zurück.

### Expansion der Almoraviden
Schon im März 1090 starb der gefangene Exkönig von Galicien, García, im Gefängnis. Er war der letzte männliche Angehörige des leonesischen Königshauses neben Alfons gewesen, für den sich damit die Frage bezüglich einer Nachfolgeregelung stellte. Noch im selben Jahr ernannte er seinen Schwiegersohn Raimund von Burgund zum Grafen von Galicien, also zum Sachwalter des ehemaligen Teilreichs seines verstorbenen Bruders. Etwa zur selben Zeit wurde dessen Ehe mit der knapp zehnjährigen Urraca formalisiert, die am 27. Februar 1091 erstmals als Ehefrau Raimunds urkundlich bezeugt ist. Offenkundig baute Alfons seinen Schwiegersohn, der in zunehmendem Maße als Mitglied des Kronrates auftrat, als seinen Nachfolger auf dem Thron auf. Die junge Infanta war übrigens unter der Obhut seines engsten persönlichen Vertrauten und Freundes Pedro Ansúrez aufgezogen worden. Wohl kurz nach seiner Konfrontation mit El Cid in Valencia im Spätjahr 1092 begann Alfons ein Konkubinat mit der maurischen Prinzessin Zaida, die eine Tochter eines Königs „Abenabet“, dessen Identität unklar ist, und eine Witwe des 1091 in Córdoba gefallenen Sohns des al-Mutamid von Sevilla war. Offenbar als Exilantin war sie an den leonesischen Hof gelangt und gebar wohl im Jahr 1093 dem König einen späten Sohn, Sancho Alfónsez. Die Geburt des unehelichen Sohns ging offenbar mit dem Tod der Königin Konstanze einher, die zwischen Juli und Oktober 1093 verstarb. Im Jahr darauf heiratete Alfons eine gewisse Berta, die aus dem italienischen Tuszien stammte, wohl in der Hoffnung, doch noch einen ehelichen Sohn zu erhalten. Etwa zeitgleich verheiratete er seine zweite uneheliche Tochter Theresia mit Heinrich von Burgund, einem Neffen seiner kurz zuvor verstorbenen Frau. Die Eheleute sollten von ihm unbeabsichtigt das Stammelternpaar eines von León-Kastilien unabhängigen Portugals werden.

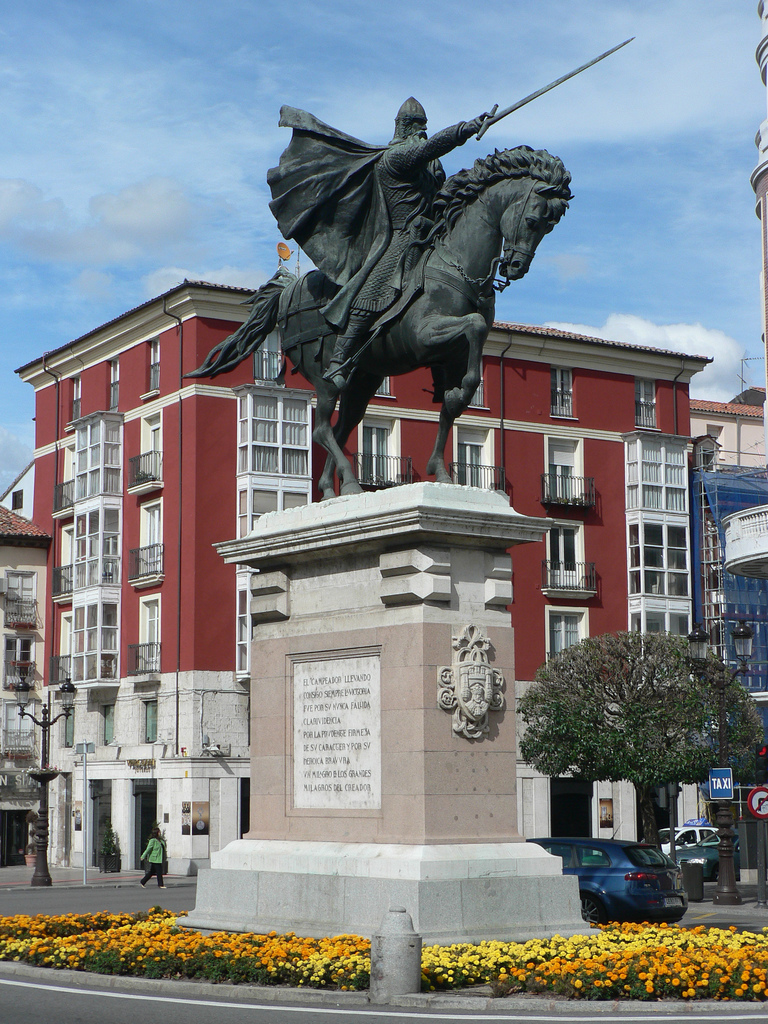
Reiterstatue des Rodrigo Díaz de Vivar, genannt El Cid, in Burgos.

Das Jahr 1094 verlief auch sonst ereignisreich. Mit Badajoz fiel das letzte andalusische Taifa-Königreich in die Hand der Almoraviden, der letzte König al-Mutawakkil hatte noch kurz vor seinem Tod im Kampf die Städte Lissabon, Santarém und Sintra an Alfons übergeben, der sie wiederum seinem Schwiegersohn Raimund als dem Grafen von Galicien anvertraute. Im Osten fiel König Sancho Ramírez von Aragón bei der Belagerung von Huesca. Diesem folgte sein Sohn Peter I., der nicht minder entschlossen die Eroberung Saragossas betrieb. Etwa zeitgleich gelang es Rodrigo Díaz „El Cid“ de Vivar, mit dem sich Alfons inzwischen wieder zerstritten hatte, Valencia von den Almoraviden zu befreien und dort eine eigene Herrschaft zu errichten. Ein almoravidisches Entsatzheer besiegte er anschließend in der Schlacht von Cuart de Poblet am 21. Oktober 1094. Damit ging im Westen der Halbinsel im November des Jahres der Verlust von Lissabon einher, das Raimund, kaum dass es gewonnen worden war, nicht gegen einen Angriff des Sir ibn Abi Bakr verteidigen konnte. Kurz danach nahm sich Alfons wieder der Angelegenheiten um das umstrittene Bistum Santiago an. Diego Peláez war von seiner Romreise nicht zurückgekehrt und hatte freiwilliges Exil in Aragón genommen, was Alfons als Amtsaufgabe auffasste. Im Konsens mit seinem Schwiegersohn, dem Klerus und der Bevölkerung von Santiago betrieb er die Wahl von Dalmacio zum neuen Bischof. Dieser war ein Cluniazenser und erhielt folglich die Unterstützung des Erzbischofs Bernard von Toledo, der sich beim Papst für seine offizielle Konsekrierung einsetzte, wofür beide eigens nach Rom reisten. Im November 1094 erhielt der neue Bischof die Anerkennung durch den Papst. Im Jahr 1095 überantwortete Raimund die zu Galicien gehörende Grafschaft Portugal an seinen Vetter und Schwager Heinrich und bekam als Gegenleistung von diesem die Unterstützung in der Thronfolge zugesagt. Offenbar sah Raimund diese durch die neuerliche Ehe seines Schwiegervaters gefährdet. Nach dem Tod von Bischof Dalmacio am 16. März 1096 musste sich Alfons erneut mit der Besetzung des Bischofsstuhls von Santiago de Compostela beschäftigen. Dieses Mal aber ließ er keine Wahl vorwegnehmen, sondern mit Diego Gelmírez zunächst einen Administrator einsetzen, der das Bistum bis zu einer Entscheidung des Papstes verwalten sollte. Als in Santiago gebürtig hatte Gelmírez die Unterstützung der Lokalbevölkerung sicher und als Notar des Raimund von Burgund besaß er auch das Vertrauen des königlichen Hofs. Bis spätestens Ostern 1098 wurde er formell zum neuen Bischof gewählt und vom spanischen Klerus allgemein anerkannt, was den Beginn einer der schillernden Kirchenkarrieren des spanischen Mittelalters markierte.
Parallel dazu verlangten wieder verstärkt militärische Auseinandersetzungen Alfons’ volle Aufmerksamkeit. Im Osten geriet sein Vasall Ahmad II. al-Musta'in von Saragossa gegen Peter I. von Aragón schwer in Bedrängnis. Um ihn zu unterstützen, entsandte Alfons ein Heer unter den Grafen García Ordóñez de Nájera und Gonzalo Núñez de Lara, die jedoch am 18. November 1096 in der Schlacht von Alcoraz von den Aragonesen schwer geschlagen wurden. In der Folge ging Huesca der Taifa von Saragossa verloren, worauf Alfons den Winter über ein Heer zu dessen Rückeroberung rüstete. Diesen Plan musste er allerdings fallen lassen und mit seinen Truppen eilends nach Toledo ziehen, als im April 1097 Yusuf ibn Taschufin ein viertes Mal nach Spanien übersetzte. Sogar vom Cid aus Valencia erhielt Alfons für den bevorstehenden Kampf Verstärkung, angeführt von dessen Sohn Diego Rodríguez. Am 15. August 1097 musste Alfons in der Schlacht von Consuegra erneut eine schwere Niederlage hinnehmen; der Sohn von El Cid fiel dabei. Mit seinen verbliebenen Truppen konnte er sich in die Stadt flüchten und sie erfolgreich gegen eine mehrtägige Belagerung verteidigen, allerdings war auch sein Feldherr Álvar Fáñez etwa zeitgleich bei Cuenca einer zweiten Heersäule der Almoraviden unterlegen. Trotz ihrer Siege sahen die Almoraviden auch dieses Mal von einem Angriff auf Toledo ab und zogen wieder nach Afrika ab, so dass das Königreich León-Kastilien wieder einmal nahezu schadlos davonkam. Schwerwiegende Konsequenzen widerfuhren Alfons dafür im Osten, wo El Cid, wohl auch in Verbitterung über den Verlust seines Sohnes, seine älteste Tochter mit dem Sohn Peters I. von Aragón verheiratete und somit ein Erbfall Valencias an Aragón vorbereitet wurde. Die folgenden Jahre war das Umland von Toledo regelmäßigen Überfällen der Almoraviden ausgesetzt, gegen die Álvar Fáñez als königlicher Statthalter anzukämpfen suchte. Den Verlust von Consuegra im Juni 1099 konnte er allerdings nicht verhindern. Kurz darauf starb El Cid am 10. Juli und seine Witwe Jimena Díaz übernahm die Herrschaft in Valencia.
In den ersten Tagen des Jahres 1100 verschied Alfons’ dritte Frau Berta von Tuszien kinderlos und bereits am 14. Mai desselben Jahres war er wieder mit einer vierten Frau namens Elisabeth verheiratet, deren familiäre Herkunft unbekannt, die aber möglicherweise mit seiner Konkubine Zaida zu identifizieren ist. An jenem Tag besuchte er mit ihr Valencia, um sich über die Lage der Christen vor Ort zu informieren. Etwa um dieselbe Zeit setzte Yahya ibn Yusuf, ein Sohn des Almoravidenemirs, nach Spanien über und belagerte Toledo. Die Stadt konnte den Angriff abwehren, doch fielen einige Burgen in ihrem Umland. Im Osten brachte Peter I. von Aragón mit der Eroberung Barbastros im Oktober 1100 die Taifa von Saragossa weiter in die Bedrängnis. Im Frühjahr 1101 nahm Alfons für die Abtei von Sahagún ein Reliquiar vom „wahren Kreuz Christi“ in Empfang, das ihm der byzantinische Kaiser Alexios I. Komnenos als Geschenk gesandt hatte. Es war einem der wenigen spanischen Ritter des ersten Kreuzzugs mitgegeben worden. Im August 1101 zog ein almoravidischer Feldherr die Mittelmeerküste Spaniens hinauf vor Valencia und belagerte die Stadt. Zu spät brach Alfons erst im Februar 1102 mit einem Heer zum Entsatz der Stadt auf, die sich Anfang Mai ergeben musste, als er sich noch auf dem Anmarsch befand. Der Verlust Valencias zog jenen der gesamten spanischen Levante für León-Kastilien nach sich. Dem schwer unter Druck stehenden al-Mustain von Saragossa, dem letzten Taifa-König, blieb nichts anderes übrig als seine Vasallität zu Alfons aufzukündigen und in die der Almoraviden zu wechseln. Diese stellten sogleich ihre neue Macht im Osten zur Schau, als sie eine Offensive gegen Saragossa durch Peter I. von Aragón zurückschlugen. Im Juni 1103 wagte Alfons eine Offensive gegen die Almoraviden und belagerte die Grenzburg Medinaceli. Ein Entsatzheer konnte bei Talavera de la Reina besiegt und der Statthalter von Granada getötet werden, was den ersten Sieg der Christen über die Almoraviden in offener Feldschlacht markierte.

### Letzte Jahre
Ab dem Jahr 1104 ließ der militärische Druck seitens der Almoraviden einstweilen nach; Emir Yusuf ibn Taschfin († 2. September 1106) lag im Sterben und dessen Sohn Ali musste seine Nachfolge erst konsolidieren. Auch der mittlerweile fast siebzigjährige Alfons nahm sich um dieselbe Zeit wieder seiner eigenen Nachfolgeregelung an. Offenbar schon zu dieser Zeit rückte Alfons deshalb seinen unehelichen Sohn Sancho zunehmend in die Position seines Thronerben, zumindest trat dieser seit 1103 in zunehmenden Maßen als erster urkundlicher Zeuge auf. Zweifelsohne wirkte diese Bevorzugung belastend auf das allgemeine Klima innerhalb der königlichen Familie, wo sich Raimund als Ehemann der ältesten legitim geborenen Königstochter Urraca zunehmend um seine Chancen gebracht sehen musste. Wahrscheinlich ist darauf auch der persönliche Bruch zwischen Alfons und seinem Jugendfreund Pedro Ansúrez zurückzuführen, der immerhin auch der vertraute Vormund der Infanta war und sich nach deren Zurückstellung freiwillig ins Exil nach Urgell begab. Um vollendete Tatsachen zu schaffen, hatte Alfons die Mutter Sanchos geheiratet, bei der es sich um keine Geringere als seine maurische Konkubine Zaida handelte. Anlässlich ihrer Ehe konvertierte sie unter dem Namen „Elisabeth“ (spanisch: Isabel) zum christlichen Glauben, womit der Rechtsstatus ihres Sohnes voll legitimiert wurde. Wann die Hochzeit stattfand, ist umstritten. Wahrscheinlich ist Zaida mit der von Alfons im Jahr 1100 geehelichten vierten Frau identisch, die ebenfalls Elisabeth hieß und zwei Töchter geboren hatte; allerdings ist deren Gleichsetzung mit Zaida nicht völlig sicher. Spätestens bei der am 19. März 1106 in einer Schenkung an die Kirche von Oviedo genannten Königin Elisabeth muss es sich um Zaida handeln, da der Infant Sancho hier erstmals unmittelbar neben ihr stehend aufgeführt wird. In den ersten Maitagen 1107 designierte Alfons seinen Sohn auf einem großen Konzil in León im Beisein der ganzen königlichen Familie offiziell zum Nachfolger, als der er in einer Urkunde vom 14. Mai 1107 erstmals so tituliert wird. Letzte noch bestehende Zweifel an der Gültigkeit dieser Regelung wurden durch den überraschenden Tod Raimunds nach einer schnell verlaufenen Krankheit am 20. September 1107 gegenstandslos.

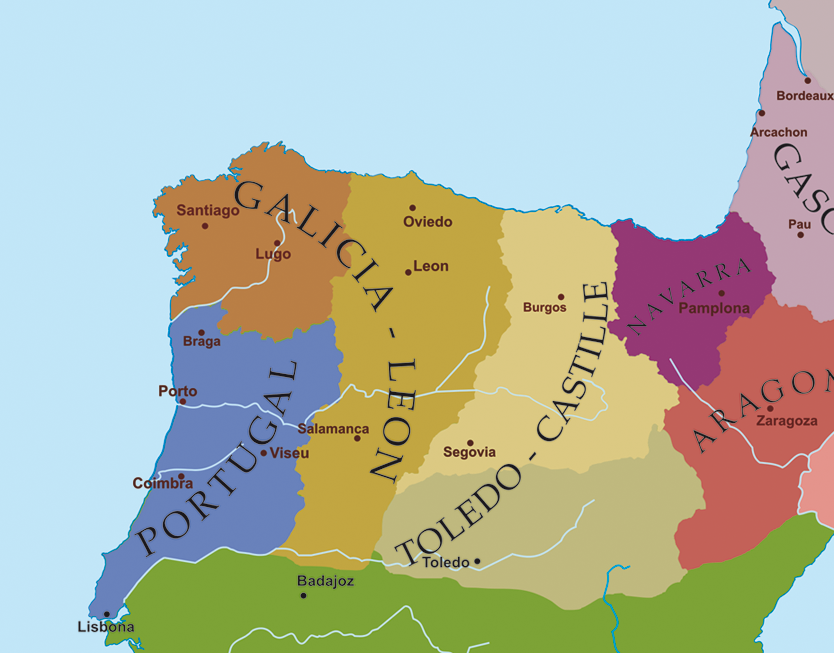
Die geopolitische Landkarte Spaniens im 12. Jahrhundert nach der Herrschaft Alfons’ VI.

Indes zerschlugen sich Alfons’ Hoffnungen auf eine reibungslose Übergabe seines Thrones bereits im folgenden Jahr. Zunächst heiratete er noch im Winter 1108 mit der nicht näher bekannten Beatrix seine sechste Frau; Zaida/Isabel war kurz zuvor gestorben. Im Mai 1108 wurden schließlich die Almoraviden unter dem Statthalter Tamim ibn Yusuf wieder aktiv und unternahmen einen erneuten Zug in die Nähe von Toledo. Dabei eroberten sie die Stadt Uclés, die in strategisch günstiger Lage einen Zugang zum Tajo-Tal bot. Die christlichen Verteidiger konnten sich allerdings in der stark ausgebauten Stadtburg (alcázar) verschanzen und darin bis zum Entsatz ausharren. Der alte König Alfons beauftragte den etwa fünfzehnjährigen Sancho mit der Leitung des Entsatzes, dem damit die Gelegenheit zum Beweis seiner Führungsfähigkeit gegeben werden sollte. An die Seite des jungen Thronfolgers wurde der bewährte Kriegsmann Álvar Fáñez gestellt. Wie schon zweiundzwanzig Jahre zuvor bei Zallaqua geriet am 29. Mai 1108 die Schlacht von Uclés zu einem völligen Desaster für die christliche Streitmacht, die in einem regelrechten Massaker von den Mauren niedergemacht wurde. Unter den vielen Gefallen befand sich auch Infant Sancho, die Burg von Uclés musste sich ergeben.
Der Tod des Thronfolgers rückte unerwartet die verwitwete Infanta Urraca wieder ins Zentrum der Nachfolgefrage. Dem alten und vermutlich auch schon gesundheitlich angeschlagenen Alfons blieb im Herbst 1108 keine andere Alternative mehr, als seine älteste Tochter zur Thronerbin zu bestimmen. Immerhin konnte sie mit dem wenige Jahre alten Alfonso Raimúndez bereits einen Sohn vorweisen, der die Fortführung der Dynastie über die nächste Generation hinaus gewährleisten konnte. Aber obwohl Urraca bereits dreißig Jahre alt war, hielt es Alfons für angebracht, ihre Wiederverheiratung zu arrangieren. Vermutlich war er zu der Auffassung gelangt, dass Urraca allein mit einem tatkräftigen Mann an ihrer Seite eine durchsetzungsfähige Politik betreiben könne, auch im Hinblick auf die Kämpfe mit den Almoraviden. Als den dafür geeignetsten Ehepartner machte er König Alfons I. von Aragón aus, dem der Ruf eines großen Maurenkämpfers („el Batallador“) vorauseilte. Durch die Verbindung mit ihm eröffnete sich außerdem die Chance zur dauerhaften Vereinigung der zwei wichtigsten christlichen Mächte Spaniens. Das Resultat dieser Überlegungen sollte sich jedoch als das Gegenteil von dem herausstellen, das sich Alfons davon versprochen hatte. Unter dem Adel und Klerus von León und Kastilien stieß die aragonesische Ehe auf breite Ablehnung, wobei der Klerus das Argument der zu nahen Verwandtschaft anführen konnte. Auch zwischen den Eheleuten selbst sollte sich die Bereitschaft zur Ehe als Trugschluss herausstellen, was gerade für die Regierung Urracas ursächlich für andauernde Kämpfe auch innerhalb der eigenen Familie wurde.
Im Mai 1109 zog Alfons von Sahagún nach Toledo, um dort die Planungen zu einem Vergeltungsschlag gegen die Almoraviden anzugehen. Vor allem aber war für ihn die Hauptstadt seiner westgotischen Vorgänger und Schauplatz seines größten Siegs der passende Ort, um hier gegen Ende Juni die mit ihm gezogene Urraca offiziell zu seiner Thronfolgerin auszurufen. Dies war zugleich seine letzte Handlung. Am 1. Juli 1109 starb Alfons im Alter von 72 Jahren in Toledo; bestattet wurde er am 21. Juli in der königlichen Abtei Santos Facundo y Primitivo (später San Benito) in Sahagún.

## Familiäres

### Vorfahren
| García II. von Navarra (964–1000) | García II. von Navarra (964–1000) | García II. von Navarra (964–1000) | García II. von Navarra (964–1000) | García II. von Navarra (964–1000)  | García II. von Navarra (964–1000)  |                                    |                                    | Jimena Fernández                   | Jimena Fernández                   | Jimena Fernández | Jimena Fernández | Jimena Fernández                            | Jimena Fernández                            |                                             |                                             | Sancho García von Kastilien (?–1028)        | Sancho García von Kastilien (?–1028)        | Sancho García von Kastilien (?–1028) | Sancho García von Kastilien (?–1028) | Sancho García von Kastilien (?–1028) | Sancho García von Kastilien (?–1028) |                                      |                                      | Urraca                               | Urraca                               | Urraca | Urraca | Urraca                 | Urraca |  |  | Bermudo II. von León (956–999) | Bermudo II. von León (956–999) | Bermudo II. von León (956–999) | Bermudo II. von León (956–999) | Bermudo II. von León (956–999) | Bermudo II. von León (956–999) |                               |                               | Elvira von Kastilien (?–1017) | Elvira von Kastilien (?–1017) | Elvira von Kastilien (?–1017) | Elvira von Kastilien (?–1017) | Elvira von Kastilien (?–1017) | Elvira von Kastilien (?–1017) |                             |                             | Menendo González (?–1008)   | Menendo González (?–1008)   | Menendo González (?–1008) | Menendo González (?–1008) | Menendo González (?–1008) | Menendo González (?–1008) |                 |                 | Toda            | Toda            | Toda | Toda | Toda | Toda |
| García II. von Navarra (964–1000) | García II. von Navarra (964–1000) | García II. von Navarra (964–1000) | García II. von Navarra (964–1000) | García II. von Navarra (964–1000)  | García II. von Navarra (964–1000)  |                                    |                                    | Jimena Fernández                   | Jimena Fernández                   | Jimena Fernández | Jimena Fernández | Jimena Fernández                            | Jimena Fernández                            |                                             |                                             | Sancho García von Kastilien (?–1028)        | Sancho García von Kastilien (?–1028)        | Sancho García von Kastilien (?–1028) | Sancho García von Kastilien (?–1028) | Sancho García von Kastilien (?–1028) | Sancho García von Kastilien (?–1028) |                                      |                                      | Urraca                               | Urraca                               | Urraca | Urraca | Urraca                 | Urraca |  |  | Bermudo II. von León (956–999) | Bermudo II. von León (956–999) | Bermudo II. von León (956–999) | Bermudo II. von León (956–999) | Bermudo II. von León (956–999) | Bermudo II. von León (956–999) |                               |                               | Elvira von Kastilien (?–1017) | Elvira von Kastilien (?–1017) | Elvira von Kastilien (?–1017) | Elvira von Kastilien (?–1017) | Elvira von Kastilien (?–1017) | Elvira von Kastilien (?–1017) |                             |                             | Menendo González (?–1008)   | Menendo González (?–1008)   | Menendo González (?–1008) | Menendo González (?–1008) | Menendo González (?–1008) | Menendo González (?–1008) |                 |                 | Toda            | Toda            | Toda | Toda | Toda | Toda |
|                                   |                                   |                                   |                                   |                                    |                                    |                                    |                                    |                                    |                                    |                  |                  |                                             |                                             |                                             |                                             |                                             |                                             |                                      |                                      |                                      |                                      |                                      |                                      |                                      |                                      |        |        |                        |        |  |  |                                |                                |                                |                                |                                |                                |                               |                               |                               |                               |                               |                               |                               |                               |                             |                             |                             |                             |                           |                           |                           |                           |                 |                 |                 |                 |      |      |      |      |
|                                   |                                   |                                   |                                   | Sancho III. von Navarra (990–1035) | Sancho III. von Navarra (990–1035) | Sancho III. von Navarra (990–1035) | Sancho III. von Navarra (990–1035) | Sancho III. von Navarra (990–1035) | Sancho III. von Navarra (990–1035) |                  |                  |                                             |                                             |                                             |                                             |                                             |                                             |                                      |                                      | Munia Mayor von Kastilien (990–1066) | Munia Mayor von Kastilien (990–1066) | Munia Mayor von Kastilien (990–1066) | Munia Mayor von Kastilien (990–1066) | Munia Mayor von Kastilien (990–1066) | Munia Mayor von Kastilien (990–1066) |        |        |                        |        |  |  |                                |                                |                                |                                | Alfons V. von León (994–1028)  | Alfons V. von León (994–1028)  | Alfons V. von León (994–1028) | Alfons V. von León (994–1028) | Alfons V. von León (994–1028) | Alfons V. von León (994–1028) |                               |                               |                               |                               |                             |                             |                             |                             |                           |                           | Elvira Menéndez           | Elvira Menéndez           | Elvira Menéndez | Elvira Menéndez | Elvira Menéndez | Elvira Menéndez |      |      |      |      |
|                                   |                                   |                                   |                                   | Sancho III. von Navarra (990–1035) | Sancho III. von Navarra (990–1035) | Sancho III. von Navarra (990–1035) | Sancho III. von Navarra (990–1035) | Sancho III. von Navarra (990–1035) | Sancho III. von Navarra (990–1035) |                  |                  |                                             |                                             |                                             |                                             |                                             |                                             |                                      |                                      | Munia Mayor von Kastilien (990–1066) | Munia Mayor von Kastilien (990–1066) | Munia Mayor von Kastilien (990–1066) | Munia Mayor von Kastilien (990–1066) | Munia Mayor von Kastilien (990–1066) | Munia Mayor von Kastilien (990–1066) |        |        |                        |        |  |  |                                |                                |                                |                                | Alfons V. von León (994–1028)  | Alfons V. von León (994–1028)  | Alfons V. von León (994–1028) | Alfons V. von León (994–1028) | Alfons V. von León (994–1028) | Alfons V. von León (994–1028) |                               |                               |                               |                               |                             |                             |                             |                             |                           |                           | Elvira Menéndez           | Elvira Menéndez           | Elvira Menéndez | Elvira Menéndez | Elvira Menéndez | Elvira Menéndez |      |      |      |      |
|                                   |                                   |                                   |                                   |                                    |                                    |                                    |                                    |                                    |                                    |                  |                  |                                             |                                             |                                             |                                             |                                             |                                             |                                      |                                      |                                      |                                      |                                      |                                      |                                      |                                      |        |        |                        |        |  |  |                                |                                |                                |                                |                                |                                |                               |                               |                               |                               |                               |                               |                               |                               |                             |                             |                             |                             |                           |                           |                           |                           |                 |                 |                 |                 |      |      |      |      |
|                                   |                                   |                                   |                                   |                                    |                                    |                                    |                                    |                                    |                                    |                  |                  | Ferdinand I. von León-Kastilien (1018–1065) | Ferdinand I. von León-Kastilien (1018–1065) | Ferdinand I. von León-Kastilien (1018–1065) | Ferdinand I. von León-Kastilien (1018–1065) | Ferdinand I. von León-Kastilien (1018–1065) | Ferdinand I. von León-Kastilien (1018–1065) |                                      |                                      |                                      |                                      |                                      |                                      |                                      |                                      |        |        |                        |        |  |  |                                |                                |                                |                                |                                |                                |                               |                               |                               |                               |                               |                               | Sancha von León (1013–1067)   | Sancha von León (1013–1067)   | Sancha von León (1013–1067) | Sancha von León (1013–1067) | Sancha von León (1013–1067) | Sancha von León (1013–1067) |                           |                           |                           |                           |                 |                 |                 |                 |      |      |      |      |
|                                   |                                   |                                   |                                   |                                    |                                    |                                    |                                    |                                    |                                    |                  |                  | Ferdinand I. von León-Kastilien (1018–1065) | Ferdinand I. von León-Kastilien (1018–1065) | Ferdinand I. von León-Kastilien (1018–1065) | Ferdinand I. von León-Kastilien (1018–1065) | Ferdinand I. von León-Kastilien (1018–1065) | Ferdinand I. von León-Kastilien (1018–1065) |                                      |                                      |                                      |                                      |                                      |                                      |                                      |                                      |        |        |                        |        |  |  |                                |                                |                                |                                |                                |                                |                               |                               |                               |                               |                               |                               | Sancha von León (1013–1067)   | Sancha von León (1013–1067)   | Sancha von León (1013–1067) | Sancha von León (1013–1067) | Sancha von León (1013–1067) | Sancha von León (1013–1067) |                           |                           |                           |                           |                 |                 |                 |                 |      |      |      |      |
|                                   |                                   |                                   |                                   |                                    |                                    |                                    |                                    |                                    |                                    |                  |                  |                                             |                                             |                                             |                                             |                                             |                                             |                                      |                                      |                                      |                                      |                                      |                                      |                                      |                                      |        |        |                        |        |  |  |                                |                                |                                |                                |                                |                                |                               |                               |                               |                               |                               |                               |                               |                               |                             |                             |                             |                             |                           |                           |                           |                           |                 |                 |                 |                 |      |      |      |      |
|                                   |                                   |                                   |                                   |                                    |                                    |                                    |                                    |                                    |                                    |                  |                  |                                             |                                             |                                             |                                             |                                             |                                             |                                      |                                      |                                      |                                      |                                      |                                      |                                      |                                      |        |        | Alfons VI. (1040–1109) |        |  |  |                                |                                |                                |                                |                                |                                |                               |                               |                               |                               |                               |                               |                               |                               |                             |                             |                             |                             |                           |                           |                           |                           |                 |                 |                 |                 |      |      |      |      |

### Ehen und Kinder
Alfons VI. war mindestens fünf, vielleicht auch sechs Mal, verheiratet und hatte vier eheliche und zwei uneheliche Kinder:
- Verlobung: 1069 mit Agatha, einer Tochter des anglo-normannischen Königs Wilhelm dem Eroberer. Sie starb auf ihrer Reise nach Spanien.
- Erste Ehe: 1069 mit Beatrix, einer Tochter des Herzogs Wilhelm VIII. von Aquitanien. Die Ehe blieb kinderlos und wurde annulliert.
- Zweite Ehe: im Herbst 1079 mit Konstanze († 1093), einer Tochter des Herzogs Robert I. von Burgund, mit der er eine Tochter hatte:
  - (1) Urraca Alfónsez (* 1080; † 1126), Nachfolgerin als Königin von León, Kastilien und Galicien; 1. ⚭ 1087 mit Raimund von Burgund († 1107), Graf von Galicien; 2. ⚭ 1109 mit König Alfons I. von Aragón (1073–1134).
- Dritte Ehe: 1094 mit Bertha († 1098/99), die aus Tuszien stammte. Die Ehe blieb kinderlos.
- Vierte Ehe: 1100 mit Elisabeth (Isabel), deren familiäre Herkunft unklar ist. Vielleicht war sie mit Zaida identisch. Mit ihr hatte er zwei Töchter:
  - (2) Elvira Alfónsez (* 1100; † 1135); ⚭ 1118 mit König Roger II. von Sizilien (1095–1154).
  - (3) Sancha Alfónsez († 1125) ⚭ 1120 mit Rodrigo González de Lara († nach 1144).
- (Fünfte Ehe): spätestens 1106 mit Zaida, nach ihrer Konversion zum Christentum „Elisabeth“ genannt. Aus dieser Ehe stammt:
  - (6) Sancho Alfónsez (* 1093; † 1108).
- Fünfte Ehe: 1108 mit Beatrix, deren familiärer Herkunft unklar ist. Sie überlebte Alfons und kehrte nach dessen Tod in ihre Heimat zurück. Die Ehe blieb kinderlos.

- Aus einem Konkubinat mit der Adligen Jimena Muñoz gingen zwei illegitime Kinder hervor:
  - (4) Elvira Alfónsez († um 1156); ⚭ um 1094 mit Graf Raimund IV. von Toulouse († 1105).
  - (5) Teresa Alfónsez (* 1080; † 1130), „Königin“ von Portugal; ⚭ um 1094 mit Heinrich von Burgund (1069–1112), Graf von Portugal.